# Finsterworld
Finsterworld ist ein deutscher Spielfilm von Frauke Finsterwalder aus dem Jahr 2013. Das Drehbuch verfasste Finsterwalder gemeinsam mit ihrem Ehemann, dem Schweizer Autor Christian Kracht.

## Handlung
Der Film begleitet zwölf Personen in mehreren teilweise miteinander verwobenen Handlungssträngen.
In einem Wald lebt ein Einsiedler in einer kleinen Hütte. Zu Beginn des Films findet er einen verletzten Raben, den er gesund pflegt. Als er von einem Gang durch den Wald zurückkehrt, findet er seine Hütte verwüstet, die Einrichtung auf dem Boden zerstreut, den Raben tot. Er gräbt sein Gewehr aus einem Versteck aus und zielt an der nahen Straße auf Autos. Zufällig erschießt er Dominik, der mit Maximilians Eltern im Auto sitzt.
Der Fußpfleger Claude Petersdorf wird wegen Telefonierens am Steuer von dem Polizisten Tom angehalten. Um einem Führerscheinentzug zu entgehen, besticht er Tom mit Fußpflegeprodukten. Dessen Freundin Franziska arbeitet als Dokumentarfilmerin, ist mit ihrem Job bei einem Fernsehsender aber höchst unzufrieden. Sie weiß nicht, dass Tom eine geheime Leidenschaft für Tierkostüme hegt und sich mit Gleichgesinnten auf Furry-Conventions trifft. Im Fachgeschäft eines Pelzhändlers bewundert er ein Fell, das er sich aber nicht leisten kann. Als Tom seine Freundin nach einem Streit mit seinem Kostüm überrascht, wird sie hysterisch. Am Ende des Films sieht man Franziska in Afrika, mutmaßlich mit dem Ziel, einen Dokumentarfilm der Art zu drehen, die sie vorher Tom gegenüber kritisiert hat. Tom selbst findet sich im Kostüm in der letzten Szene des Films auf einer Parkbank wieder. Ein Mädchen (möglicherweise das gleiche, das Franziska vor anderen Kindern beschützen wollte) setzt sich neben ihn und lehnt sich an ihn an. Er hat scheinbar seinen Wunsch nach mehr menschlicher Nähe erfüllt bekommen.
Claude besucht regelmäßig die 85-jährige Frau Sandberg im Altersheim, um ihr die Füße zu pflegen. Die dabei entfernten Hornhautschuppen sammelt er in einem mitgebrachten Tuch, um sie anschließend in seiner Küche in Keksen zu verbacken. Die Kekse bringt er Frau Sandberg dann jeweils bei seinem nächsten Besuch mit. Als Frau Sandberg, die Maximilians Großmutter und Georgs Mutter ist, in ihrer Einsamkeit (denn sowohl Sohn als auch Enkelsohn vernachlässigen sie) Claude um einen Besuch bittet, kommt es bei diesem Besuch zu Zärtlichkeiten und Claude verrät sowohl seinen Fuß-Fetisch als auch seine geheimen Backrezepte.
Die Privatschüler Natalie, Dominik, Maximilian und Jonas machen mit ihrer Klasse einen Ausflug zu einer KZ-Gedenkstätte. Ihr Lehrer Herr Nickel versucht im Reisebus erfolglos, die Schüler auf das Thema des Besuchs einzustimmen. Der sensible Dominik ist in Natalie verliebt, muss aber in einer Autobahnraststätte mit ansehen, wie diese sich mit Maximilian küsst. Daraufhin steigt Dominik nicht wieder in den Bus ein und versucht, nach Hause zu trampen. Dabei gerät er an Maximilians Eltern Georg und Inga, die mit einem Mietwagen – einem riesigen SUV – unterwegs sind. Der eifersüchtige Georg hält Dominik für einen „Spanner“, da dieser zufällig in der Nähe war, als Inga ihre Notdurft auf einem Feld verrichtete, und verprügelt ihn. Auf Ingas Drängen nehmen die beiden den Jungen dann mit. Im Verlauf der Fahrt beginnen die drei, sich angeregt über „typisch deutsche“ Befindlichkeiten zu unterhalten. Dabei entdecken sie auch ihre Verbindung über Maximilian. Nach Dominiks Tod besuchen sie zusammen mit ihrem Sohn die Großmutter, jedoch ist ihr Zimmer leer und der Pfleger sagt, sie sei „nicht mehr bei uns“. Alle denken, Frau Sandberg sei gestorben, jedoch ist sie zu Claude gezogen.
In der KZ-Gedenkstätte wird Natalie von Maximilian und dessen Freund Jonas in einen Krematoriumsofen gesperrt. Der Lehrer befreit sie und versucht das schreiende und zitternde Mädchen zu beruhigen. Dabei zerreißt ihre Bluse. Die herbeieilenden Mitschüler und Mitarbeiter der Gedenkstätte glauben, Herrn Nickel bei einer versuchten Vergewaltigung ertappt zu haben; auch Natalie glaubt, letztendlich durch Maximilians Einfluss, der Lehrer habe sie dort eingesperrt. Herr Nickel endet, genau wie der Einsiedler, im Gefängnis.

## Hintergrund
Produziert wurde der Film von der Münchner Filmproduktionsgesellschaft Walker + Worm Film. Die Premiere war am 2. Juli 2013 auf dem Filmfest München. Der deutsche Kinostart erfolgte am 17. Oktober 2013. In Österreich startete der Film am 10. Januar 2014 in den Kinos, in der Schweiz am 18. März 2014.
Die Eingangsszene des Films wird mit Cat Stevens Song The Wind untermalt.

## Kritiken
„Finster ist es selten in diesem sanft überdrehten und hochkarätig besetzten Ensemblefilm. […] Finsterwalders finstere Welt funktioniert mehr wie ein modernes Märchen, bei dem jemand die Parameter von Gut und Böse verschoben hat. Uniform und Zottelpelz, das Wilde und das Ordentliche: So kreist Finsterworld in mehr oder weniger skurrilen Episoden um sehr deutsche Obsessionen – und träumt letztlich von der unmöglichen Rückkehr in die Unschuld.“

„So wie Kracht in Faserland die Republik von Nord nach Süd durchquert hat, zieht Finsterworld einen Querschnitt durch die deutsche Befindlichkeit, längs an allen Generationen entlang, weder repräsentativ noch exemplarisch, aber mit dem Gespür für den Sound des Landes, der zwischen Absurdität und Sarkasmus pendelt […], zwischen peinlicher Betulichkeit und allzu politisch korrektem Vergangensbewältigungszwang, kurz: die Leinwand in einen Spiegel verwandelt, der absichtlich verzerrt, aber erst dadurch das wahre Gesicht offenbart. Schön grausam und grausam schön.“

„Man kann dem gewieften Schreiben Krachts und der unaufdringlichen Bebilderung Finsterwalders keine Zufälligkeiten unterstellen. Denn letztlich sind alle Figuren Spiegelfiguren des Autor-Regie-Duos. Besonders deutlich ist das bei der von Sandra Hüller gespielten Fernseh-Dokumentarfilmerin: Wenn sie sich abmüht, einen Hartz-4-Empfänger beim Dosenspaghettiessen abzufilmen, wird einiges an sozialrealistischen Klischees, die ein Deutschland-Film vollbringen könnte, plakativ vorgeführt.“

## Auszeichnungen
World Film Festival Montréal
- Bronze-Zenith für den besten Debütfilm

Zurich Film Festival
- Goldenes Auge für den besten deutschsprachigen Spielfilm
- Preis der Schweizer Filmkritik

Cologne Conference
- TV-Spielfilm-Preis

Edinburgh International Film Festival
- Beste weibliche Regie

Preis der Deutschen Filmkritik
- Bestes Drehbuch 2013

Deutscher Schauspielerpreis 2014
- Michael Maertens

Deutscher Filmpreis 2014
- Sandra Hüller

Deutscher Regiepreis Metropolis
- Frauke Finsterwalder für den besten Debütfilm

Die Deutsche Film- und Medienbewertung (FBW) zeichnete den Film mit dem Prädikat „besonders wertvoll“ aus.